# Яромир Нечас
Нечас Яромір (1888—1944) — чеський політик, один із активних діячів соціал-демократичної партії Чехо-Словаччини.

## Діяльність в інтересах закарпатських русинів (українців)
- секретар Директорії Підкарпатської Русі з моменту прилучення Закарпатської України до Чехо-Словацької Республіки в 1919 р.
- співзасновник і голова Руської соціал-демократичної партії, установчі збори якої відбулися 3 січня 1920 р. в Ужгороді. У складі президії — три члени: Степан Клочурак, Євген Пуза, Яцко Остапчук
- захист вояків УГА

## Реорганізація
В часі перших виборів до празького парламенту 1924 р. Автономна Руська соціал-демократична партія Підкарпатської Русі об'єдналася з чеською партією такого ж профілю і прийняла назву — Чехословацька соціал-демократична партія Підкарпатської Русі.